# Robert Joseph Shaheen
Robert Joseph Shaheen (ur. 3 czerwca 1937 w Danbury, zm. 9 sierpnia 2017 w Saint Louis) – amerykański duchowny maronicki, w latach 2001-2013 eparcha eparchii Matki Boskiej Libańskiej w Los Angeles. 

## Życiorys
Święcenia kapłańskie przyjął 2 maja 1964. Przez trzy lata pracował jako administrator w różnych parafiach maronickich. W listopadzie 1967 został proboszczem parafii św. Rajmunda w Saint Louis, gdzie pracował przez 33 lata.
5 grudnia 2000 został mianowany zwierzchnikiem eparchii maronickiej w Los Angeles. Sakry udzielił mu 15 lutego 2001 kardynał Nasrallah Piotr Sfeir, maronicki patriarcha Antiochii, zwierzchnik Kościoła maronickiego. 10 lipca 2013 przeszedł na emeryturę.